# 後部歯茎音

調音部位

唇音
両唇音
唇歯音
舌頂音
舌尖音 / 舌端音
舌唇音
歯間音
歯音
歯歯茎音
歯茎音
後部歯茎音
そり舌音
歯茎硬口蓋音
舌背音
硬口蓋音
軟口蓋音
口蓋垂音
咽喉音
咽頭音
喉頭蓋音
声門音
二重調音
両唇軟口蓋音

▶ 調音方法

後部歯茎音の発声

後部歯茎音（こうぶはぐきおん・こうぶしけいおん、英: post-alveolar）は、上の歯茎後部に舌端を接近ないし密着させることによって調音される子音。硬口蓋歯茎音（こうこうがいはぐきおん・こうこうがいしけいおん、英: palato-alveolar）ともいう。

## 概要
実際には、歯茎硬口蓋音やそり舌音の調音部位としても後部歯茎が使われるので、「後部歯茎音」という名称を [ʃ]・[ʒ] にのみ用いるのはやや不適切である。歯茎硬口蓋音・後部歯茎音・そり舌音の3つを区別するのは、口蓋化の程度や舌が奥よりかどうか、舌尖・舌端・舌の裏のどこで調音されるか、などの点による。

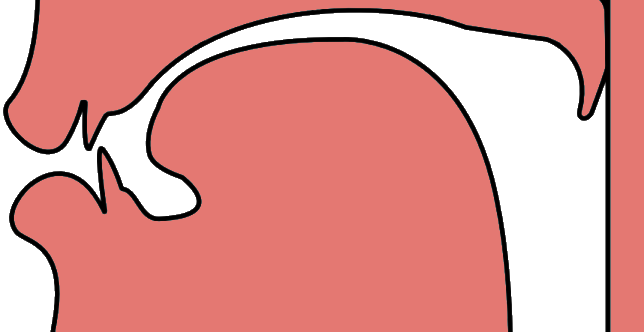
後部歯茎摩擦音

国際音声記号（IPA）による後部歯茎音の表記は以下のとおり。
| IPA | 名称               | 例     | 例     | 例      | 例         |
| IPA | 名称               | 言語   | 正書法 | IPA     | 意味       |
| --- | ------------------ | ------ | ------ | ------- | ---------- |
|     | 無声後部歯茎摩擦音 | 英語   | ship   | [ʃɪp]   | 船         |
|     | 有声後部歯茎摩擦音 | 英語   | vision | [vɪʒən] | 展望       |
|     | 無声後部歯茎破擦音 | 英語   | chin   | [t͡ʃɪn]  | あご       |
|     | 有声後部歯茎破擦音 | 英語   | jug    | [d͡ʒʌg]  | 水差し     |
|     | 後部歯茎吸着音     | ナマ語 |        | [kǃoas] | 中身がない |